# Coccomyces pseudotsugae
Coccomyces pseudotsugae är en svampart som beskrevs av A. Funk 1975. Coccomyces pseudotsugae ingår i släktet Coccomyces och familjen Rhytismataceae.   Inga underarter finns listade i Catalogue of Life.